# 同太乡
同太乡，是中华人民共和国吉林省长春市德惠市下辖的一个乡镇级行政单位。

## 行政区划
同太乡下辖以下地区：
刁家村、新立村、五福堂村、苇子村、苇塘村、前山村、吉祥村、宫家屯村、东二道村、西二道村、海川村、侯家村、八家子村、邓家村、双山村、杜家店村、李家村、八郎村、太和村、新风村、福利村、三道村、王中村、胡家粉房村、上营子村、林家村、马家村和立新村。